# Władimir Uchow
Władimir Wasiliewicz Uchow, ros. Владимир Васильевич Ухов (ur. 21 stycznia 1924 w Leningradzie, zm. 25 maja 1996) – radziecki lekkoatleta chodziarz, mistrz Europy w 1954.
Specjalizował się w chodzie na 50 kilometrów. Na igrzyskach olimpijskich w 1952 w Helsinkach zajął w tej konkurencji 6. miejsce. Miesiąc później, 29 sierpnia 1952 w Leningradzie uzyskał najlepszy wynik na świecie w tej konkurencji – 4:20:30, poprawiając poprzedni rekord Josefa Doležala z Czechosłowacji o blisko 3 minuty. Wynik Uchowa przetrwał jako rekord do 1954.
Na mistrzostwach Europy w 1954 w Bernie zdobył złoty medal w chodzie na 50 kilometrów z czasem 4:22:11,2, wyprzedzając Doležala i Antala Rókę z Węgier. 10 sierpnia 1956 w Moskwie, podczas mistrzostw ZSRR ustanowił swój rekord życiowy – 4:11:23, ale dało mu to dopiero czwarte miejsce i nie zakwalifikował się na igrzyska olimpijskie w 1956 w Melbourne.